# Agent Orange (gruppo musicale)
Gli Agent Orange sono un gruppo formatosi a Placentia in California alla fine degli anni settanta. Suona un genere punk influenzato prevalentemente da un heavy metal prima maniera e dal surf rock. Il gruppo iniziò a farsi conoscere grazie al pezzo Bloodstains, composto per essere inserito in una compilation. Il manager del gruppo di allora fece sentire il demo al DJ della radio di Pasadena KROQ Rodney Bingenheimer, ed il pezzo diventò presto uno degli hit più ascoltati della radio.
La formazione originale comprendeva Mike Palm (voce e chitarra) e Scott Miller (batteria), oltre a Steve Soto come bassista, che suonò nel singolo Bloodstains. Una versione differente di Bloodstains è presente nel videogioco Tony Hawk's Pro Skater 4. Successivamente Soto abbandonò il gruppo per formare gli Adolescents, e venne sostituito da James Levesque (compositore anche di alcune hit come Everything Turns Grey e Living in Darkness). Il gruppo così composto registrò negli studi di Brian Elliot (noto per aver composto la canzone di Madonna Papa Don't Preach) il disco di esordio, Living in Darkness, originariamente pubblicato dalla Posh Boy Records nel novembre 1981. Oltre all'album, dalle stesse sessioni venne pubblicato un singolo e un paio di bonus track successivamente inserite in due EP.
Il gruppo è considerato come uno dei pionieri della scena skate punk, oltre ad avere influenza anche sulla scena punk ed hardcore. Riuscì infatti a crearsi un seguito consistente a Fullerton insieme agli Adolescents.
Il gruppo con il passare degli anni ha subito diversi cambiamenti di formazione, continuando comunque ad esibirsi dal vivo.

## Formazione

### Formazione attuale
- Mike Palm - voce, chitarra
- Perry Giordano - basso
- Dusty Watson - batteria

### Ex componenti
- Shelby Fussell
- Scott Miller
- James Levesque
- Brent Liles
- Derek O'Brien
- Sam Bolle (in Virtually Indestructible)
- Charlie Quintana (in Virtually Indestructible)
- Steve Soto (nel singolo Bloodstains)
- Steve Latanation
- Bruce Taylor

## Discografia
- 1981 - Living in Darkness
- 1982 - Bitchin' Summer EP
- 1983 - When You Least Expect It... EP
- 1986 - This Is the Voice
- 1990 - Real Live Sound (dal vivo)
- 1996 - Virtually Indestructible
- 2000 - Greatest and Latest (raccolta)
- 2003 - Sonic Snake Session (raccolta)
- 2004 - Blood Stained Hitz (raccolta)

### Apparizioni in compilation
- 1993 - Faster & Louder: Hardcore Punk, Vol. 2
- 2001 - A Punk Tribute to Metallica
- 2001 - Smells Like Bleach: A Punk Tribute to Nirvana